# Jacob Tonson
Jacob Tonson, né en 1655 ou 1656 et mort le 2 avril 1736, quelquefois appelé Jacob Tonson the elder, est un libraire et un éditeur anglais de la fin du XVIIe siècle et du début du XVIIIe siècle. Il est surtout connu pour avoir détenu les droits d'auteur sur les pièces de théâtre de William Shakespeare, en achetant les droits des héritiers de l'éditeur du Fourth Folio après que le Statut d'Anne (Statute of Anne) a pris effet.
Tonson a publié des ouvrages de John Dryden et John Milton. Il est l'un des fondateurs du Kit-Cat Club (en), un club littéraire et politique. 
Son neveu, Jacob Tonson le jeune (1682 – 1735), était son partenaire d'affaires. L'entreprise familiale a été par la suite continuée par le plus jeune fils de Tonson, Jacob Tonson (1714 – 1767).